# Braian Ojeda
Braian Óscar Ojeda Rodríguez (* 27. Juni 2000 in Itauguá) ist ein paraguayischer Fußballspieler, der seit August 2023 bei Real Salt Lake in der Major League Soccer unter Vertrag steht.

## Karriere

### Verein
Der in Itauguá geborene Braian Ojeda entstammt der Jugendabteilung des Club Olimpia. Am 2. Dezember 2018 (21. Spieltag der Clausura) bestritt er beim 3:2-Heimsieg gegen den Club Sol de América sein Ligadebüt für den bereits feststehenden Meister der Clausura. Er stand in der Startelf, wurde aber zur zweiten Halbzeit durch José Leguizamón ersetzt. Auch im letzten Saisonspiel eine Woche später wurde der Mittelfeldspieler wieder eingesetzt.
Im März 2019 unterzeichnete Ojeda einen neuen Vertrag bei den Decano. In der darauffolgenden Spielzeit 2019 sah er jedoch keinerlei Einsatzminuten, weshalb er am 10. Juli 2019 zum argentinischen Erstligisten CSD Defensa y Justicia ausgeliehen wurde. Für den Verein aus Florencio Varela stand er in der Saison 2019/20 nur sporadisch auf dem Platz und kam insgesamt zu zehn Ligaeinsätzen. Am 3. März 2020 absolvierte er bei der 1:2-Heimniederlage gegen den FC Santos sein erstes Spiel in der Copa Libertadores.
Nach seiner Rückkehr in die paraguayische Hauptstadt Asunción zählte er ab der Clausura 2020 zum Stammpersonal des Club Olimpia. Insgesamt bestritt er im Spieljahr 2020 13 Ligaspiele für den Verein. Am 21. Februar 2021 (4. Spieltag der Apertura) erzielte er beim 3:0-Auswärtssieg gegen den Club Guaraní sein erstes Ligator. Auch in der Saison 2021 zählte er zum Stammpersonal, wurde aber vor allem in der Liga häufig geschont.
Am 31. August 2021 wechselte Ojeda zum englischen Zweitligisten Nottingham Forest. Mit Forest stieg Ojeda am Saisonende in die Premier League auf, kam jedoch lediglich in drei Ligapartien zum Einsatz. Da seine Aussichten in der höheren Spielklasse nicht besser waren, wurde der 22-Jährige Anfang August 2022 wurde Ojeda erst für ein Jahr an den in der US-amerikanischen Major League Soccer spielenden Verein Real Salt Lake ausgeliehen und nach guten Leistungen am 1. August 2023 fest verpflichtet.

### Nationalmannschaft
Mit der paraguayischen U17-Nationalmannschaft nahm Ojeda an der U17-Südamerikameisterschaft 2017 und an der U17-Weltmeisterschaft 2017 teil. Bei beiden Turnieren war er im Mittelfeld gesetzt. Im Januar 2019 war er für die U20 bei der U20-Südamerikameisterschaft im Einsatz. Am 2. September 2021 debütierte Ojeda bei der 0:2-Auswärtsniederlage gegen Ecuador in der Qualifikation zur Weltmeisterschaft 2022 für die A-Auswahl.

## Erfolge
Club Olimpia
- Primera División: 2018 Clausura